# بابیت (آلیاژ)

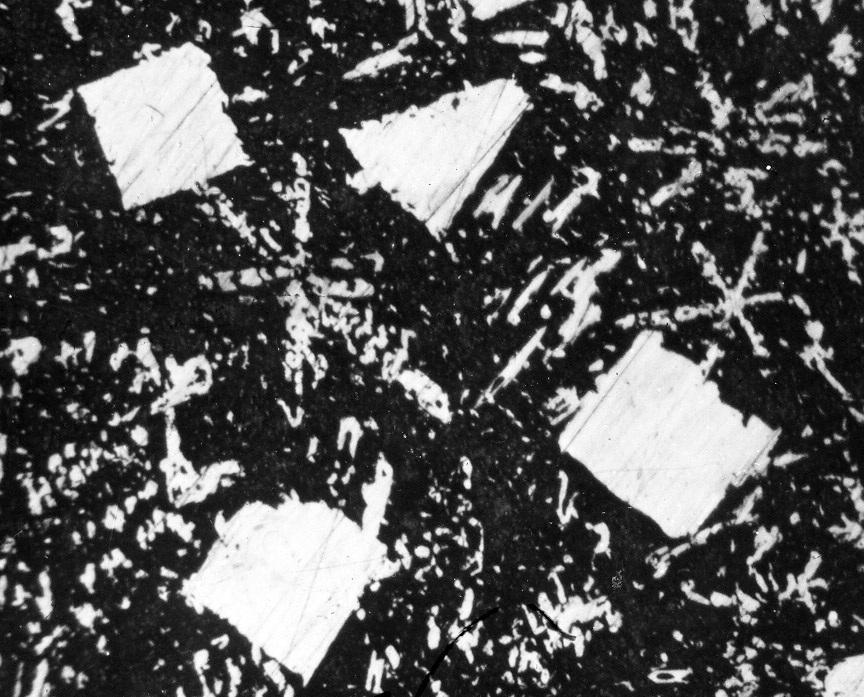
ریزساختار بابیت

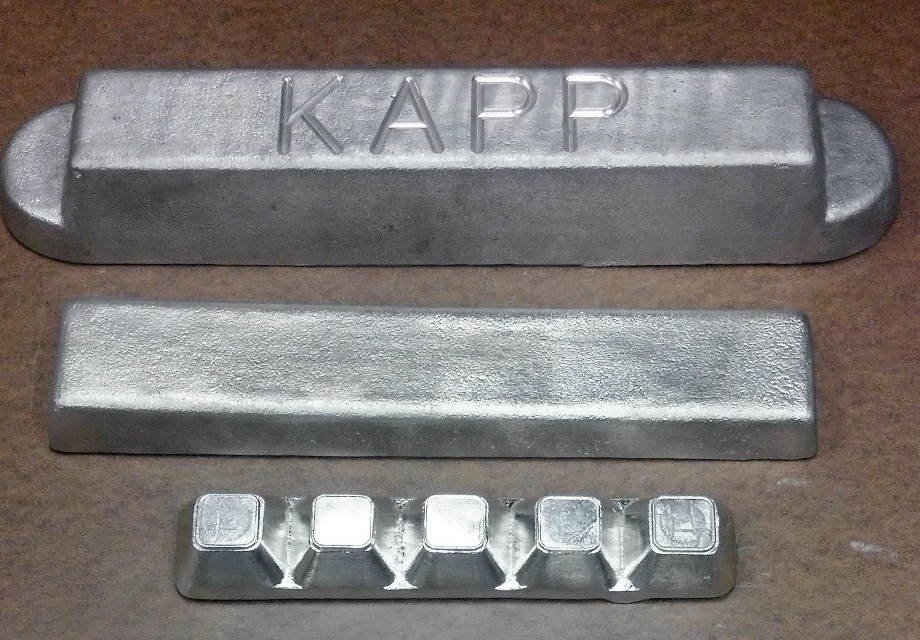
بابیت گرید ۲

آلیاژ بابیت (به انگلیسی: Babbitt) که به آن فلزبابیت و فلزیاتاقان نیز گفته می‌شود، یکی از بیشمار آلیاژهایی است که برای پوشش سطح یاتاقان در یاتاقان‌های ساده استفاده می‌شود. این آلیاژ در سال ۱۸۳۹ توسط آیزاک بابیت در آمریکا اختراع شد. بابیت دارای خاصیت مقاومت در برابر ساییدگی چسبنده می‌باشد. بابیت یک آلیاژ نرم است که به راحتی آسیب می‌بیند، به همین خاطر تصور می‌شود که برای پوشش دهی سطوح داخلی یاتاقان‌ها مناسب نباشد. اما ساختار آن از کریستال‌های سخت کوچکی تشکیل شده که در زمینه نرم فلز پراکنده شدند و از آن یک کامپوزیت پایه فلزی می‌سازند. هنگامی که یاتاقان کار می‌کند، فلز نرم‌تر به مقدار کمی ساییده می‌شود که این باعث ایجاد مسیری برای روانکاری بین شفت و یاتاقان می‌شود. وقتی از قلع به عنوان مادهٔ نرم‌تر استفاده می‌شود، اصطکاک باعث می‌شود که قلع ذوب شود و به عنوان یک روانکار عمل کند، مخصوصاً در زمانی که روانکار دیگری وجود ندارد می‌تواند به خوبی از یاتاقان محافظت کند. در ماشین‌های احتراق داخلی از بابیت بر پایه قلع استفاده می‌کنند به این دلیل که می‌تواند در مقابل بارگذاری‌های دوره‌ای مقاومت کند. در شکل سنتی یاتاقان فلزی بابیتی، یک یاتاقان بالشتکی که از جنس چدن ساخته شده را با انطباق عبوری دور یک شفت ثابت نگه می‌دارند. شفت را با دوده (به عنوان مادهٔ رهاساز که برای جلوگیری از چسبیدن دو سطح به یکدیگر استفاده می‌شود) پوشش دهی می‌کنند و دو سر یاتاقان را با خاک رس می‌بندند. ابتدا آلیاژ مذاب را در نیمهٔ پایینی یاتاقان می‌ریزند سپس به کمک لاتون‌گذاری بین دو نیمه فاصله ایجاد می‌کنند و سپس لایهٔ بالایی را قرار می‌دهند و مذاب را داخل حفره می‌ریزند. لاتون (ورق نازک فلزی) باعث می‌شود که بعد از انجماد مذاب دو نیمهٔ بالایی و پایینی به یکدیگر نچسبند. عدم روانکاری مناسب یاتاقان بابیتی باعث افزایش درجه حرارت آن به دلیل وجود اصطکاک می‌شود که ادامه دار بودن آن باعث ذوب فلز بابیت و پاشش آن به بیرون از یاتاقان می‌شود. در حالت مدرن تر استفاده از یاتاقان بابیتی، سطح داخلی یاتاقان با استفاده از آلیاژ برنز پوشش دهی می‌شود و آلیاژ بابیت به کمک فرایند ریخته‌گری گریز از مرکز به داخل پوسته ریخته می‌شود.

## ویژگی‌های آلیاژ بابیت
آلیاژ بابیت دارای چهار خاصیت اصلی و مهم می‌باشد که همهٔ این خصوصیات در کنار هم این آلیاژ را به یکی از بهترین آلیاژها برای استفاده در یاتاقان‌های روغنی کرده‌است:
- توانایی نگهداری مواد روانکار در داخل خود
- مقاومت در برابر سایش و چسبندگی
- توانایی جذب کردن مواد ریز خارجی (براده‌های آهن و گرد و غبار) در داخل خود
- توانایی تغییر شکل دادن به میزان محدود برای وفق دادن خود با شفت[۲]

## عناصر به کار رفته در آلیاژ بابیت
در بابیت از عناصری مثل روی، آرسنیک و مقادیر کمی آلومینیوم استفاده شده‌است. در دماهای مختلف وجود عنصر آرسنیک باعث افزایش مقاومت در تغییر شکل می‌شود. وجود کمتر از یک درصد عنصر آلومینیوم باعث ایجاد تغییر در ریزساختار بابیت می‌شود که در نهایت باعث بهبود ساختار آن می‌شود. بابیت‌هایی نیز وجود دارد که به آلیاژ بابیت قلع معروف هستند. این آلیاژ خاصیت مقاومت به خوردگی و همچنین ضد سوزان بودن را دارند. با توجه به همین ویژگی‌هایی که از خود نشان می‌دهند به عنوان آلیاژ یاتاقان مورد استفاده قرار می‌گیرند. برای کاهش هزینهٔ تمام شدهٔ آلیاژ از مقادیری (حدود 30 درصد) سرب استفاده می‌شود. همچنین عناصر مس و آنتیموان در افزایش سختی آلیاژ نقش بسزایی را ایفا می‌کنند. این نوع آلیاژ بابیت دارای خواص متعددی است که از آن می‌توان به نرمی، قابلیت نگه داشتن مواد ضد سایش مانند روغن بر روی سطح خود، دارای هدایت حرارتی و مقاومت به خوردگی خوب و همچنین ارزان بودن آن اشاره کرد.

## ریخته گری آلیاژهای بابیت[۴]
به‌طور کلی دو روش اتصال آلیاژهای بابیت به پوستهٔ فلزی یاتاقان وجود دارد:
- اتصال شیمیایی
- اتصال مکانیکی

روش شیمیایی روشی مدرن تر است که بسیار فراگیر و مورد استفاده می‌باشد. روش مکانیکی اکثراً برای یاتاقان‌های کوچک و همچنین ضخیم‌تر که امکان ایجاد شیار و سوراخ برای اتصال مکانیکی فراهم است مورد استفاده قرار می‌گیرد. در روش شیمیایی یک لایهٔ نازک از یک آلیاژ بین آلیاژ بابیت و پوسته یاتاقان استفاده می‌شود که قابلیت چسبندگی به هر دو آلیاژ را دارد و می‌تواند این دو را در موقعیتی مناسب نسبت به یکدیگر قرار دهد. لایهٔ مورد نظر باید تا حد امکان نازک باشد تا از ایجاد تمرکز تنش در یاتاقان جلوگیری شود. این لایه می‌تواند از آلیاژهای پایه قلع، پایه سرب، پایه مس-آرسنیک و ... باشد.

### اتصال شیمیایی
تمیزکاری کامل در این نوع پیوند بسیار حیاتی است. مراحل کلی زیر برای رسیدن به یک پیوند مناسب بین آلیاژ بابیت و فلز پوسته یاتاقان ضروری است:
- ماشین‌کاری خشن سطح داخلی پوسته یاتاقان و اجتناب از پرداخت کاری، سند بلاست و فرایندهای دیگر پرداخت کاری
- تمیزکاری هر نوع روغن یا گریس از روی سطح یاتاقان. حتی وجود اثر انگشت بر روی سطح یاتاقان مانع ایجاد یک پیوند مطلوب خواهد شد
- فلاکس کردن سطح داخلی یاتاقان با ترکیب اشباع دو بخش کلرید روی و یک بخش کلرید آلومینیوم در آب
- انجام عملیات ریخته‌گری به صورت ریژه یا گریز از مرکز

### اتصال مکانیکی
در اتصال مکانیکی نیز اهمیت تمیز بودن سطح داخلی یاتاقان به اندازهٔ اتصال شیمیایی بالا است. وجود هرگونه آلودگی باعث به وجود آمدن حباب داخل آلیاژ می‌شود و اتصال به خوبی انجام نمی‌گیرد.

## آلیاژهای بابیت
| نام صنعتی      | ASTM Grade | قلع      | سرب       | مس      | آنتیموان  | آرسنیک  | تنش تسلیم (psi (MPa | تنش تسلیم (psi (MPa | دمای ذوب (F (°C° | دمای دمای مناسب ریخته گری (F (°C° |
| نام صنعتی      | ASTM Grade | قلع      | سرب       | مس      | آنتیموان  | آرسنیک  | ۲۰°C                | ۱۰۰°C               | دمای ذوب (F (°C° | دمای دمای مناسب ریخته گری (F (°C° |
| -------------- | ---------- | -------- | --------- | ------- | --------- | ------- | ------------------- | ------------------- | ---------------- | --------------------------------- |
| No. 1          | ۱          | ۹۰–۹۲    | ≤ ۰٫۳۵    | ۴–۵     | ۴–۵       |         | ۴۴۰۰ (30.3)         | ۲۶۵۰ (18.3)         | 433 (223)        | 825 (441)                         |
| Nickel Genuine | ۲          | ۸۸–۹۰    | ≤ ۰٫۳۵    | ۳–۴     | ۷–۸       |         | ۶۱۰۰ (42.0)         | ۳۰۰۰ (20.6)         | 466 (241)        | 795 (424)                         |
| Super Tough    | ۳          | ۸۳–۸۵    | ≤ ۰٫۳۵    | ۷٫۵–۸٫۵ | ۷٫۵–۸٫۵   |         | ۶۶۰۰ (45.5)         | ۳۱۵۰ (21.7)         | 464 (240)        | 915 (491)                         |
| Grade 4        | ۴          | ۷۴–۷۶    | ۹٫۳–۱۰٫۷  | ۲٫۵–۳٫۵ | ۱۱–۱۳     |         |                     |                     |                  |                                   |
| Heavy Pressure | ۷          | ۹٫۳–۱۰٫۷ | ۷۲٫۵–۷۶٫۵ |         | ۱۴–۱۶     | ۰٫۳–۰٫۶ | ۳۵۵۰ (24.5)         | ۱۶۰۰ (11.0)         | 464 (240)        | 640 (338)                         |
| Royal          | ۸          | ۴٫۵–۵٫۵  | ۷۷٫۹–۸۱٫۲ |         | ۱۴–۱۶     | ۰٫۳–۰٫۶ | ۳۴۰۰ (23.4)         | ۱۷۵۰ (12.1)         | 459 (237)        | 645 (341)                         |
| Grade 11       | ۱۱         | ۸۶–۸۹    | ≤ ۰٫۳۵    | ۵–۶٫۵   | ۶–۷٫۵     |         |                     |                     |                  |                                   |
| Grade 13       | ۱۳         | ۵٫۵–۶٫۵  | ۸۲٫۵–۸۵   |         | ۹٫۵–۱۰٫۵  | ≤ ۰٫۲۵  |                     |                     |                  |                                   |
| Durite         | ۱۵         | ۰٫۸–۱٫۲  | ۷۹٫۹–۸۳٫۹ |         | ۱۴٫۵–۱۷٫۵ | ۰٫۸–۱٫۴ |                     |                     |                  |                                   |